# Caballo (película de 1941)
Caballo (馬 Uma?) es una película dramática japonesa de 1941 escrita y dirigida por Kajirō Yamamoto y protagonizada por Hideko Takamine. Actualmente es más conocida por ser la última película en la que trabajó Akira Kurosawa antes de comenzar su propia carrera como director.

## Sinopsis
Una joven llamada Ine (Hideko Takamine), de una familia pobre de un pueblo, no quiere nada más que tener un caballo. Su familia pronto acoge a una yegua preñada a la que han contratado para que la cuide durante el invierno. Los problemas económicos llevan a la familia al borde de la ruina y ni ellos ni el caballo tienen mucho para comer. Por lo que el caballo enferma gravemente y el veterinario decide que sólo la hierba lo salvará. Ine camina muchos kilómetros a través de la nieve hasta una fuente termal donde la hierba crece todo el año y salva la vida del caballo. 
Esa primavera nace un potrillo y parece que Ine por fin tendrá su caballo. Pero cuando el potrillo crece, el gobierno ordena que lo subasten y lo vendan al ejército, ya que las facturas pendientes de pago obligan a la familia a vender el animal. Ine acepta un trabajo en un molino para ahorrar dinero y poder comprar de nuevo su caballo. El día de la subasta, la puja es mayor de lo que puede permitirse y llora mientras se llevan el caballo por última vez.

## Elenco
- Hideko Takamine como Ine Onoda
- Kamatari Fujiwara como Jinjiro Onoda, el padre de Ine
- Chieko Takehisa como Saku Onoda, la madre de Ine
- Kaoru Futaba como Ei, la abuela de Ine
- Takeshi Hirata como Toyokazu Onoda, el hermano mayor de Ine
- Toshio Hosoi como Kinjiro Onoda, el hermano pequeño de Ine
- Setsuko Ichikawa como Tsuru Onoda, la hermana pequeña de Ine
- Sadao Maruyama como Mr. Yamashita, el maestro
- Sadako Sawamura como Kikuko Yamashita, la esposa del maestro
- Sōji Kiyokawa como Mr. Sakamoto

## Producción

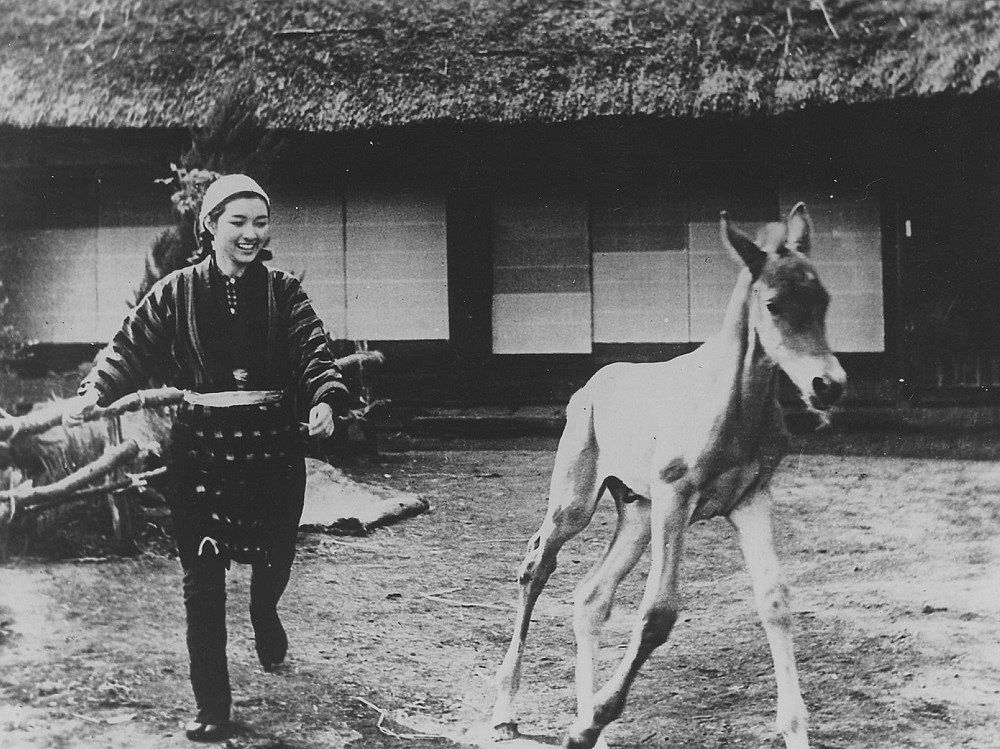
Hideko Takamine en un fotograma de la película

Kajirō Yamamoto fue el guionista y director de la película, mientras que Akira Kurosawa aparece acreditado como coordinador de producción de la película, pero en su autobiografía titulada, Autobiografía (o algo parecido), Kurosawa comparó su papel real con el de «primer asistente de dirección». Es la última película en la que Kurosawa trabajó como asistente antes de comenzar su propia carrera como director.
La película tardó tres años en planificarse y un año en filmarse. Yamamoto declaró más tarde en una entrevista que su entonces asistente Kurosawa «se hizo responsable del trabajo de la segunda unidad» mientras que Yamamoto trabajaba en una comedia musical en Tokio. Kurosawa escribió en su autobiografía que, además de su puesto como primer asistente y director de la segunda unidad, coescribió el guion y editó la película. La toma final del filme ha sido comparada con la toma final de la segunda película de Kurosawa, La más bella, que también enfatiza el sacrificio personal de una mujer joven durante la guerra.
Según declaró su director, Tadao Satō, está película podría haber sido una obra maestra, pero la escena final, estereotipada y diseñada para complacer al ejército, rompe la emoción de la película. En esta escena, Ine, la joven vende su caballo al ejército durante un mercado y queda encantada desde el fondo de su corazón.